# Portal do Cemitério da Saudade de Piracicaba
O Portal do Cemitério da Saudade de Piracicaba, é uma construção de caráter monumental localizada na entrada do mais antigo cemitério da cidade de Piracicaba, interior do estado de São Paulo, no Brasil. A construção é tombada na esfera municipal pelo decreto nº 10.019 de 2002 , de 13 de setembro de 2002, pelo pelo Conselho de Defesa do Patrimônio Cultural de Piracicaba (CODEPAC). 

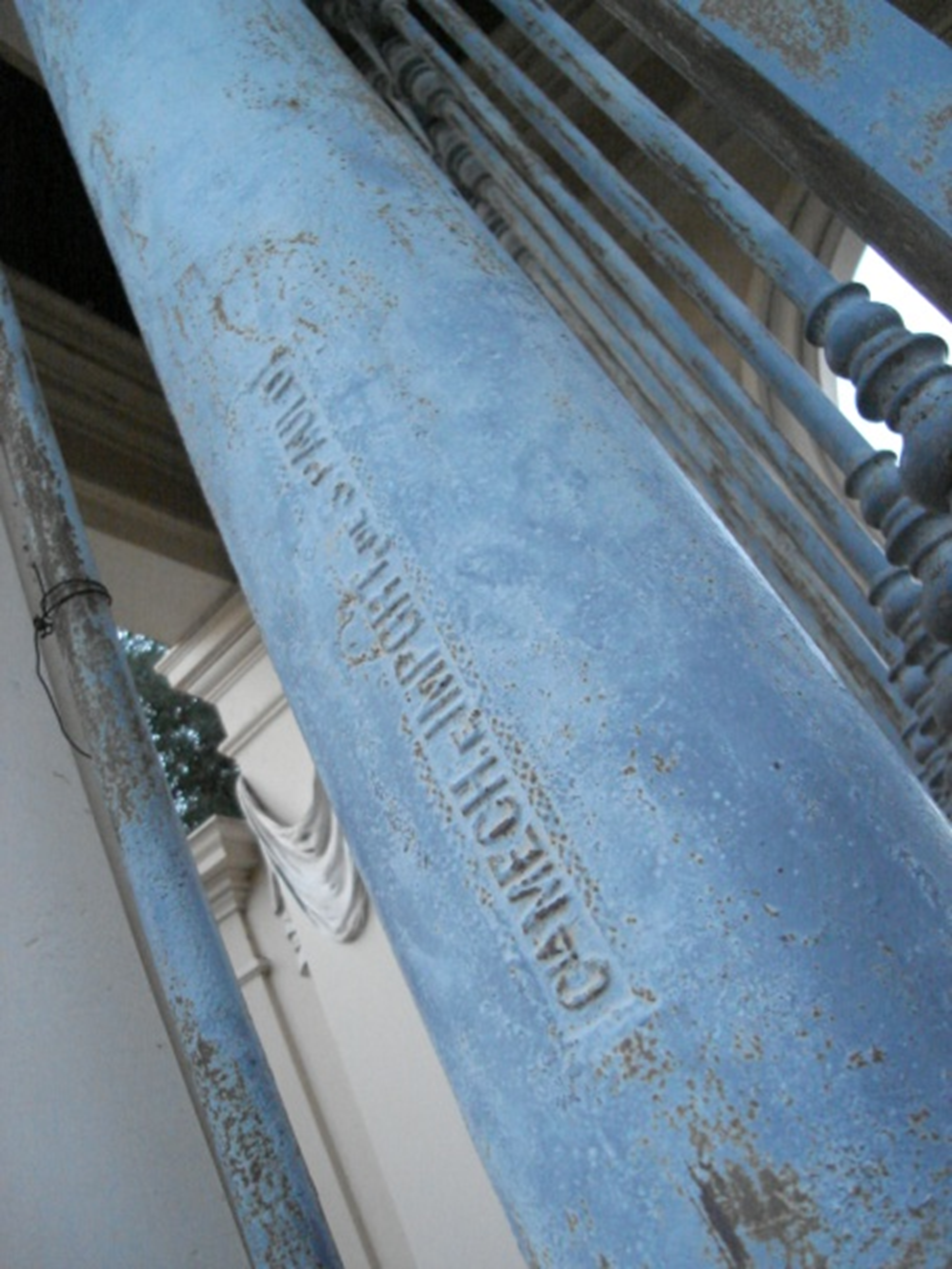
Pormenor do portão de ferro importado pela Companhia Mecânica Importadora de São Paulo

## Arquitetura
O portal tem 17,63m de frente e 5,40m de largura. O piso interno é composto de ladrilho hidráulico.
O Portal é uma construção de caráter monumental, com inspiração no 'Arco do Triunfo' clássico. No entanto, não segue as proporções tradicionais e existem no lugar das colunas, pilares sem capitéis de ordens clássicas. É constituído por uma fachada frontal formada por quatro pilares, entablamento, cornijas e tríglifos, e platibanda decorada com figuras em relevo. O conjunto é coberto por uma cúpula arrematada com uma tocha, que pode ser encontrada nos arremates dos muros. Na entrada há quatro figuras em relevo representando serafins e querubins, todas diferentes entre si. A liberdade estética com que foram usados os elementos clássicos, insere o monumento no Ecletismo.
O portão de ferro que compõe o conjunto arquitetônico é de origem alemã e foi importado pela Companhia Mecânica Importadora de São Paulo.

## Autoria
O projeto de construção é de autoria do arquiteto italiano Serafino Corso e a construção ficou a cargo do também italiano Carlos Zanotta. Em 05 de março de 1906 foi aprovada a construção do portal artístico proposto pelo vereador Dr. Francisco Antonio de Almeida Morato. A obra foi finalizada em outubro de 1906 e inaugurada no dia de Finados do referido ano.

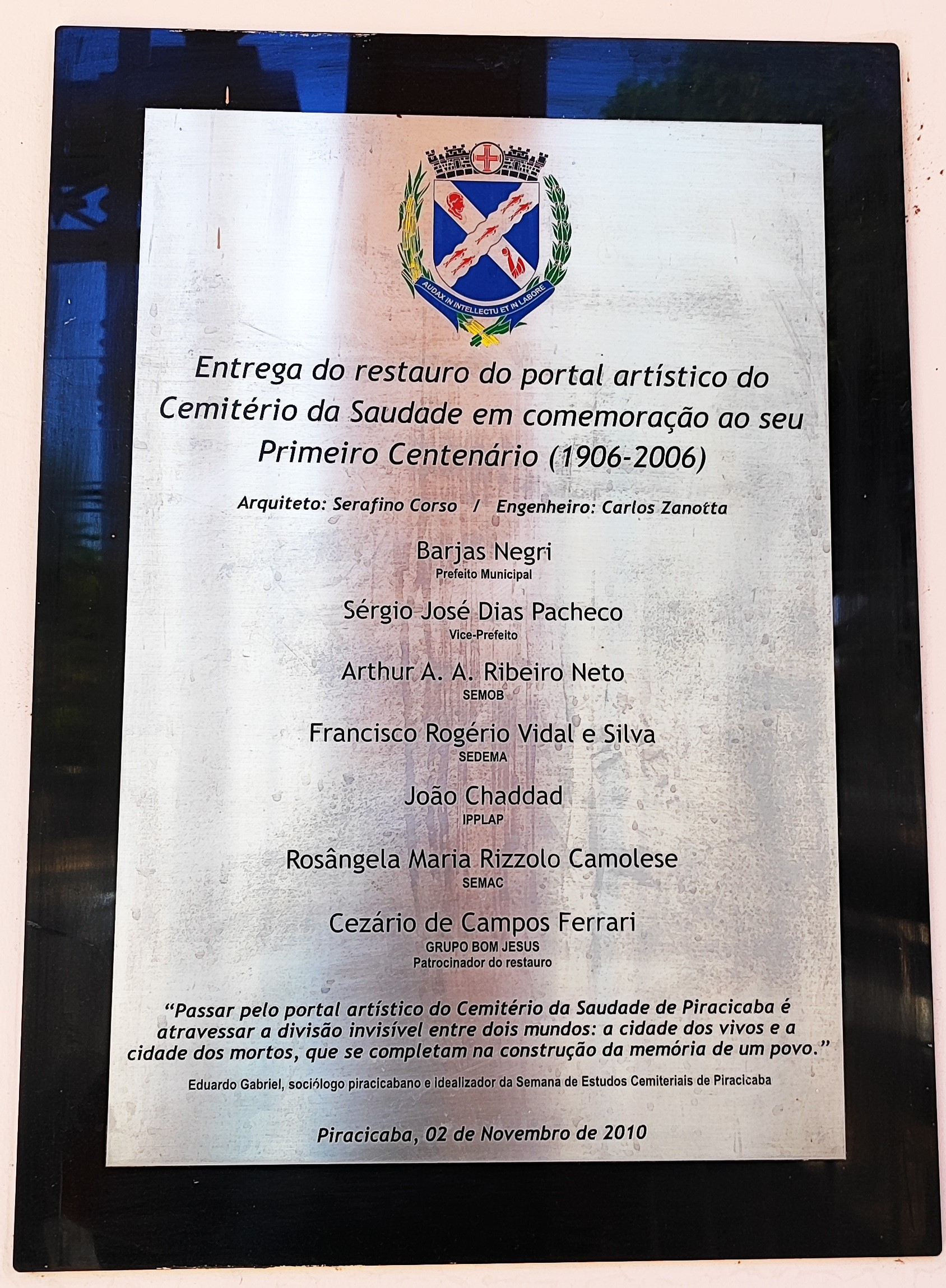
Placa inauguração da reforma do portal em 2010

## Somos todos iguais
Em 1941, o artista Joca Adâmoli ficou incumbido de pintar no portal a epígrafe OMNES SIMILES SUMUS, em tradução direta "Somos Todos Iguais", em refêrencia ao livro de Eclesiastes:
"Porque o destino dos filhos dos homens e o destino dos animais é o mesmo, um mesmo fim os espera. Tanto morre um como o outro."

## Reformas
Em 2010, após as comemorações do centenário de construção do portal, uma parceria público-privada realizou a restauração da construção. As cores amarelo e azul, que por bastante tempo adornaram a edificação, foram substituídas pelas cores originais descobertas através de prospecção das paredes. A tonalidade encontrada se assemelha bastante com a encontrada na Igreja Sagrado Coração de Jesus, popularmente conhecida como Igreja dos Frades, inaugurada em 1895.

No ano de 2024, a Prefeitura Municipal de Piracicaba realizou nova revitalização, recuperando a pintura e suprimindo as pichações que tomavam conta do conjunto.